# Cuchipitio Palos Secos
Cuchipitio Palos Secos är en ort i Mexiko.   Den ligger i kommunen Hidalgo och delstaten Michoacán de Ocampo, i den södra delen av landet, 160 km väster om huvudstaden Mexico City. Cuchipitio Palos Secos ligger 2 193 meter över havet och antalet invånare är 204.
Terrängen runt Cuchipitio Palos Secos är huvudsakligen kuperad. Cuchipitio Palos Secos ligger nere i en dal. Runt Cuchipitio Palos Secos är det ganska tätbefolkat, med 90 invånare per kvadratkilometer. Närmaste större samhälle är Ciudad Hidalgo, 11,7 km öster om Cuchipitio Palos Secos. I omgivningarna runt Cuchipitio Palos Secos växer huvudsakligen savannskog.